# Ernesto Duchini
Ernesto Emilio Duchini (Buenos Aires, 15 novembre 1910 – Buenos Aires, 19 marzo 2006) è stato un allenatore di calcio e calciatore argentino.

## Palmarès

### Allenatore

#### Club
- Primera B Nacional: 1

Chacarita Juniors: 1941

#### Nazionale
- Giochi panamericani: 2

Argentina: Città del Messico 1955, Chicago 1959
- Torneo Pre-Olimpico CONMEBOL: 2

Argentina: 1960, 1964